# Могилёвка (Винницкая область)
Могилёвка (укр. Могилівка) — село на Украине, находится в Жмеринском районе Винницкой области.
Код КОАТУУ — 0521080606. Население по переписи 2001 года составляет 1423 человека. Почтовый индекс — 23141. Телефонный код — 4332.
Занимает площадь 3,6 км².
В селе действует храм Святителя Василия Великого Жмеринского благочиния Винницкой епархии Украинской православной церкви.

## Адрес местного совета
23140, Винницкая область, Жмеринский р-н, с. Демидовка, ул. Ленина, 1